# JUNO
JUNO vagy ZUNO, születési nevén Kim Dzsunho (1986. december 15. –) Japánban és Kínában tevékenykedő dél-koreai énekes, Kim Dzsunszu ikertestvére. 2014-ben Kim Mujongra (김무영) változtatta a nevét.

## Élete és pályafutása
1986. december 15-én született, a személyi irataiban azonban 1987. január 1. szerepel, mert akkor regisztrálták a szülei a hatóságoknál. Édesanyja Miss Korea-résztvevő volt, egy öccse van, a szintén énekes Dzsunszu, akivel kétpetéjű ikrek. Általános iskolás kora óta baseballozott, a középiskolában egy bajnokságon nyújtott teljesítménye alapján leigazolta a dél-koreai SK Wyverns profi baseballcsapat. Felvételt nyert a puszani Tongi Egyetemre, azonban az első évben feladni kényszerült tanulmányait és profi sportolói karrierjét egy sérülés következtében.
Két évig színészetet tanult, majd egy évig a Pekingi Általános Egyetem (北京师范大学, Pejcsing Sifan Tahszüe (Beijing Shifan Daxue)) hallgatója volt, mielőtt 2010-ben kínai nyelvű dallal debütált ZUNO néven. 2011-ben JUNO néven Japánban debütált, második kislemeze, a Believe, melyet egy japán televíziós sorozat betétdalaként is felhasználtak, harmadik helyen kezdett az Oricon napi slágerlistáján. Harmadik kislemeze, az Everything második helyen debütált a napi slágerlistán, a hetin pedig 10. volt.
2012-ben szerepet kapott a Stroke of Luck című koreai televíziós sorozatban, 2013-ban pedig az Empress Ki című sorozatban.

## Diszkográfia
- Ring (kislemez, 2013)
- Style (nagylemez, 2012)
- Everything (kislemez, 2012)
- Believe… (kimi vo sindzsite) (kislemez, 2011)
- Fate (kislemez, 2011)
- Beginning (kislemez, 2010)

### Dalszerzőként
| Dal                        | Album              | Közreműködés |
| -------------------------- | ------------------ | ------------ |
| Mission                    | JYJ: In Heaven     | dalszövegíró |
| Tarantallegra              | XIA: Tarantallegra | dalszövegíró |
| 돌고 돌아도 (Tolgo torado) | XIA: Tarantallegra | dalszövegíró |
| Fever                      | XIA: Tarantallegra | dalszövegíró |
| Thank U For                | XIA: Thank U For   | dalszövegíró |
| 가지마 (Don’t Go)          | XIA: Incredible    | dalszövegíró |
| Turn It Up                 | XIA: Incredible    | dalszövegíró |
| 나비 (Butterfly)           | XIA: Flower        | dalszövegíró |
| Love You More              | XIA: Flower        | dalszövegíró |
| Hello Hello                | XIA: Flower        | dalszövegíró |